# Milla quadrada
La milla quadrada  (mi² o sq mi) és una unitat de superfície equivalent a un quadrat amb uns costats que mesuren una milla. Una milla quadrada equival a 2,589988110336 quilòmetres quadrats i també a:
- 4014489600 polzades quadrades
- 27.878.400 peus quadrats
- 3.097.600 iardes quadrades
- 102.400 rods quadrats
- 2560 roods
- 640 acres
- 4 Homesteads
- 0,111111111111111 llegües quadrades